# Knud Steenstrup
Knud Johannes Vogelius Steenstrup, född 7 september 1842 i Høstemark Mølle, Mov socken, Aalborg amt, död 6 maj 1913, var en dansk geolog. Han var brorson till Japetus och Mathias Steenstrup.
Steenstrup blev 1863 farmakologie kandidat och var 1866-89 assistent vid Köpenhamns universitets mineralogiska museum. Sedan 1871 företog han nio resor till Grönland och gjorde många grundliga forskningar samt betydande samlingar av växtpetrifikat (beskrivna av schweizaren Oswald Heer i "Flora fossilis arctica", VII, 1883).
Steenstrup bevisade 1875, att de stora järnblock, som Adolf Erik Nordenskiöld funnit på ön Disko och betecknat som meteorstenar, tvärtom var telluriskt nickelhaltigt järn i basalten, och blev därigenom ryktbar i vida kretsar. År 1883 författade han Bidrag til kendskab til bræerne og bræ-isen i Nord-Grønland. År 1889 anställdes han vid Danmarks geologiske undersøgelse, men skildes 1897 från sin befattning, närmast därför att hans vetenskapliga rastlöshet förledde honom att slå in på bivägar, vilket försinkade det regelrätta arbetet; dock lyckades han påvisa "klitternas vandring" (i ett arbete härom 1894). Samma år blev han hedersdoktor, 1896 ledamot av Kommissionen for Grønlands geologiske och geografiske undersøgelse och 1902 ledamot av Videnskabernes Selskab.